# Golubie Wężewskie
Golubie Wężewskie – wieś w Polsce położona w województwie warmińsko-mazurskim, w powiecie oleckim, w gminie Kowale Oleckie.
W latach 1975–1998 miejscowość administracyjnie należała do województwa suwalskiego.
Wieś założona na prawie lennym jako majątek ziemski. Przywilej lokacyjny wydał książę Albrecht 12 maja 1565 roku, w którym zapisał Kasprowi von Nositzowi 110 włók położonych obok wsi Stacze. Posiadłość von Nositza leżała na pograniczu starostwa straduńskiego i węgorzewskiego, dotykając jeziora Rdzawego i wsi Wężewo. W 1589 r. von Nositz sprzedał 16 włók wraz z jeziorem Rdzawe, sołtysowi ze Szczybał – Stańkowi, oraz Mikołajowi Golubiowi i Szymonowi Gucowi. 
W roku 1601 Jakub Szwan, Stanisław Growadzki i Maciej Pęcki kupili wieś Golubie z 44 włókami na prawie lennym. Pod koniec XVIII wieku miejscowość ta składała się z dworu i wsi szlacheckiej. Szkoła w Golubiach powstała w 1811 roku.
Golubie Wężewskie należały do parafii w Cichym, tam też znajdował się urząd stanu cywilnego. Posterunek żandarmerii i urząd kontroli mięsa w okresie międzywojennym znajdował się w Wężewie. W 1938 r. we wsi mieszkało 244 osób.
W dokumentacji wieś występowała pod nazwami: Groß Golubien, Gollubien (Kirchspiel Czychen). W 1934 r. zmieniona nazwę urzędową na Friedberg.